# Jeroen Meijers
Jeroen Meijers (Tilburg, 12 januari 1993) is een Nederlandse wielrenner. Zijn oudere broer Daan was ook wielrenner.

## Carrière
Na een stageperiode werd Meijers in 2014 opgenomen in de opleidingsploeg van Rabobank. Na drie seizoenen maakte hij de overstap naar Roompot-Nederlandse Loterij, waar hij zijn eerste profcontract tekende.
In 2019 maakte Meijers de overstap naar het Chinese Taiyuan Miogee Cycling Team. In Chinese dienst won hij in juni van dat jaar een etappe en het eindklassement in de Ronde van de Filipijnen. Twee maanden later won hij een rit in de Ronde van Indonesië, wat zijn eerste profoverwinning betekende. Weer een maand later kwamen daar nog twee profzeges bij: in de Ronde van China I won hij een etappe en het eindklassement. Vanwege de coronapandemie reed hij in zijn tweede seizoen bij de ploeg een beperkt aantal koersen, waarna hij in 2021 vertrok naar het Maleisische Terengganu Cycling Team. In zijn tweede seizoen bij die ploeg won hij de Grand Prix Erciyes, een Turkse eendagskoers. Eerder dat seizoen had hij, namens een Nederlandse nationale selectie, al deelgenomen aan de ZLM Tour. In 2023 won hij een etappe en het eindklassement in de Ronde van Taiwan.
In 2024 vertrok Meijers naar een nieuwe Aziatische ploeg: hij tekende bij het Filipijnse Victoria Sports. In september van dat jaar won hij de Oita Urban Classic.

## Overwinningen
2013
1e etappe Carpathian Couriers Race
Jongerenklassement Carpathian Couriers Race
2016
Puntenklassement Ronde van Bretagne
Ardense Pijl
Eindklassement Kreiz Breizh Elites
2019
1e etappe Ronde van de Filipijnen
Eindklassement Ronde van de Filipijnen
2e etappe Ronde van Indonesië
4e etappe Ronde van China I
Eindklassement Ronde van China I
2022
Grand Prix Erciyes
2023
4e etappe Ronde van Taiwan
Eindklassement Ronde van Taiwan
Puntenklassement Ronde van Yiğido
2024
Oita Urban Classic
2025
1e etappe Ronde van Banyuwangi Ijen
Puntenklassement Ronde van Banyuwangi Ijen

## Resultaten in voornaamste wedstrijden
|      | \| Jaar \| Amstel Gold Race \| Luik-Bast.‑Luik \| Brabantse Pijl \| Parijs-Tours \| \| ---- \| ---------------- \| --------------- \| -------------- \| ------------ \| \| 2017 \| 80e \| 129e \| 31e \| 105e \| \| 2018 \| opgave \| \| opgave \| \| |                 |                |              |
| Jaar | Amstel Gold Race | Luik-Bast.‑Luik | Brabantse Pijl | Parijs-Tours |
| 2017 | 80e | 129e            | 31e            | 105e         |
| 2018 | opgave |                 | opgave         |              |

## Ploegen
- 2013 –  Rabobank Development Team (stagiair vanaf 1 augustus)
- 2014 –  Rabobank Development Team
- 2015 –  Rabobank Development Team
- 2016 –  Rabobank Development Team
- 2017 –  Roompot-Nederlandse Loterij
- 2018 –  Roompot-Nederlandse Loterij
- 2019 –  Taiyuan Miogee Cycling Team
- 2020 –  SSOIS Miogee Cycling Team
- 2021 –  Terengganu Cycling Team
- 2022 –  Terengganu Polygon Cycling Team
- 2023 –  Terengganu Polygon Cycling Team
- 2024 –  Victoria Sports Pro Cycling Team
- 2025 –  Victoria Sports Pro Cycling

van Baarle ·
Bosman ·
Bovenhuis ·
van Dongen ·
Dolfsma ·
van Empel ·
Godrie ·
van der Haar ·
Hofstede ·
Korevaar · 
van der Lijke ·
Minnaard ·
Olivier ·
Slik ·
Teunissen ·
van Trijp ·
Tusveld ·
Wubben ·
Zabel ·
Zepuntke ·
Meijers (stagiair) ·
Roosen (stagiair) 
Bol · Budding · Dolfsma · van Dongen · van Empel · Gerts · Godrie · Havik · Hofstede · Honingh · Korevaar · Lindeman · Looij · Meijers · Oomen · Roosen · Slik · Teunissen · van Trijp · Tusveld
Bax ·
Bol ·
Budding ·
Cornelisse ·
Godrie ·
Havik ·
Hofstede ·
Honigh ·
Korevaar · 
Lenderink ·
Maas ·
Meijers ·
Nieuwenhuis ·
Oomen ·
Tolhoek ·
van Trijp ·
Tusveld ·
de Vries ·
Wouters
Bax · Bol · Bouwmans · Budding · Cornelisse · Godrie · Gunst · van der Heijden · Hofstede · Honigh · Korevaar · Lenderink · Maas · Meijers · Nieuwenhuis · Nieuwpoort · Olieslagers · Tusveld · de Vries · Wouters
Ariesen · Asselman · Budding · van Empel · van Ginneken · van Goethem · van der Hoorn · Kreder · Ligthart · van der Lijke · Looij · Meijers · Mouris · Reinders · Riesebeek · Tusveld · Vermeltfoort · de Vries · Weening
Ariesen · Asselman · Budding · van Empel · Gerts · van Ginneken · van Goethem · de Greef · van der Hoorn · Ligthart · van der Lijke · Meijers · Reinders · Riesebeek · van Schip · Vermeltfoort · Weening · Wippert